# Vida Nova (Sapopema)
Vida Nova é um distrito do município brasileiro de Sapopema, no Paraná.
O distrito foi criado em 17 de novembro de 1981 e de acordo com o Instituto Brasileiro de Geografia e Estatística (IBGE), sua população no ano de 2010 era de 381 habitantes.